# Repelsteeltje (film)
Repelsteeltje is een Nederlandse film uit 1973 van regisseur Harry Kümel, gebaseerd op het gelijknamige sprookje van de gebroeders Grimm.

## Verhaal
Een arme molenaar wil belangrijk gevonden worden en vertelt iedereen dat zijn dochter van stro goud kan spinnen. De koning is gek op goud en laat de dochter naar zijn kasteel brengen om voor hem goud uit stro te spinnen. De dochter is wanhopig, want ze heeft geen idee hoe ze dat moet doen. Dan verschijnt er een klein mannetje, dat aanbiedt haar te helpen. Ze biedt hem haar ketting aan en hij verandert al het stro in goud. De hebzuchtige koning beveelt haar nog meer goud te maken, anders zal ze sterven. Weer helpt het mannetje haar, waarvoor ze betaalt met haar ring. Maar nog is het niet genoeg: de koning eist dat ze nog meer goud voor hem maakt, waarna hij belooft met haar te trouwen. Weer verschijnt het mannetje, dat haar wel wil helpen, maar dan moet ze hem wanneer ze koningin is geworden haar eerstgeboren kind aan hem geven. Wanhopig stemt het meisje toe. Het stro wordt weer goud, het meisje trouwt met de koning en ze vergeet de hele geschiedenis. Maar wanneer ze een kind krijgt verschijnt het mannetje weer om haar aan haar belofte te herinneren. Alleen wanneer ze binnen drie dagen zijn naam raadt, zal ze haar kind mogen houden. Twee dagen lang noemt ze onjuiste namen. De derde dag besluit ze haar dienaren op pad te zenden op zoek naar de naam. Uiteindelijk komt een van hen terug met de juiste naam. De koningin vertelt het mannetje zijn naam: Repelsteeltje. Hij geeft een schreeuw en verdwijnt.

## Rolbezetting
| Acteur             | Personage     |
| ------------------ | ------------- |
| Lucienne Scheres   | dochter       |
| Jan van Oostendorp | Repelsteeltje |
| Rutger Hauer       | koning        |
| Paul Meyer         | molenaar      |